# 바룬 나임
무함마드 바룬 나임 앙기 탐토모(인도네시아어: Muhammad Bahrun Naim Anggih Tamtomo, 1983년 11월 6일 자와틍아 주 프칼롱안 ~ )은 인도네시아의 이슬람주의자이다.
2002년부터 2005년까지 수라카르타 국립 대학교(현재의 세벨라스 마렛(Sebelas Maret) 대학교) 정보통신학과에 재학했으며 대학교를 졸업한 이후에는 인터넷 카페에서 컴퓨터 기술자로 근무했다. 2014년부터 이라크 레반트 이슬람 국가 조직원으로 활동했고 2016년 자카르타 테러를 일으켰다.